# Yannick Schulte
Yannick Schulte, né en 1970 à Saint-Mihiel, est un rameur français.
Il a commencé par la natation avant de pratiquer l'aviron au Cercle nautique verdunois.

## Palmarès
En équipe de France, il a participé aux :
- JO de Barcelone en 1992 en quatre barré (avec D. Fauché, P. Lot, J-P. Vergnes, barreur : J-P. Huguet-Balent) - 5e
- Championnats du monde en 1996 en deux barré (avec L. Prévot, barreur) - Médaille d'or